# Emma Chapman
Emma Olivia Chapman (1988) es una física británica y miembro de la Royal Society de Investigación Dorothy Hodgkin en el Imperial College London. Sus investigaciones versan sobre la época de reionizacion. Ganó en 2018 el Premio Athenea de la Royal Society.

## Primeros años y educación
Chapman obtuvo honores de primera clase para un Master en Física (MPhys) grado en Físicas en la Universidad de Durham en 2010. Completó su doctorado Seeing the Lightː Foreground Removal in the Dark and Dim Ages  (Viendo la primera luz: un estudio de las edades oscuras y tenues ) en el University College de Londres. Ganó el Premio de Tesis del Departamento de Físicas y Astronomía del Universtiy College London Chris Skinner.
Chapman se interesó sobre la realización de los estudios de doctorado, la cultura que rodea a sus estudiantes y cómo impacta esto particularmente en las mujeres. Ella mismas, siendo estudiante de doctorado, contó su experiencia sobre los rumores del motivo por qué a ciertas colegas femeninas se les daba un trabajo. También, según declaró, experimentó una cultura en la que se admiraba a los compañeros varones que se jactaban de trabajar más duro o de no tomarse vacaciones, y descubrió que algunas personas le aconsejaban extraoficialmente que no considerara la posibilidad de tener un bebé hasta que tuviera un puesto permanente. También llamó la atención sobre la prohibición de entrada a la biblioteca universitaria de la UCL cuando una estudiante se fue de baja por maternidad. "La UCL se dio cuenta de que era una política arcaica y no puedo elogiarlos lo suficiente porque la cambiaron en pocas semanas", dijo Chapman, "pero creo que es sintomático de muchos de los problemas de la experiencia del doctorado: los doctorados están dirigidos a alguien que puede dejarlo todo inmediatamente y no tiene un equilibrio entre trabajo y vida".

## Investigaciones y carrera
Después de su doctorado, Chapman permaneció en el University College de Londres como investigadora postdoctoral financiada por Square Kilometer Array. Posteriormente fue galardonada con una beca de investigación de la Royal Astronomical Society en 2013. Ganó el Premio a la Física del Año del Institute of Physics en 2014. En 2018, la Royal Society le otorgó una beca Dorothy Hodgkin.
Su investigación se centra en la Época de la reionización, cuando las estrellas empezaron a irradiar luz en el universo. Chapman trabaja con el telescopio de Baja Frecuencia (LOFAR).
En 2017 fue muy elogiada en los Premios L'Oréal-UNESCO a Mujeres en Ciencia.
Publicó su primer libro, Primera Luz, con Bloomsbury Publishing.[cita requerida] Fue invitada para dar una conferencia en el Cheltenham Festival de Ciencia. Escribió sobre la primera era de estrellas en la revista científica New Scientist.

### El grupo de 1752
Pertenece al llamado Grupo de 1752 (The 1752 Group), un grupo de presión creado en 2015 para terminar con el acoso sexual entre personal y estudiantes en el mundo académico. Fue una de las principales oradoras sobre el tema en la Conferencia Internacional de Mujeres en Física, de la IUPAP (sociedad científica dedicada a promover el avance de la física). Se asoció a la National Union of Students (NUS) para realizar una encuesta sobre el acoso sexual entre personal y estudiantes. Se constató que había una mala conducta generalizada en la educación superior y que las instituciones no apoyaban adecuadamente a las víctimas. Chapman habló sobre los prejuicios en la ciencia en la Royal Institution, Wellcome Collection y en la BBC.

### Premios y distinciones
Recibió la Julia Higgins Medal Joselyn Bell Burnell Medal and Prize en 2014.
En 2018, Chapman recibió el Premio Athena de la Royal Society por su trabajo para terminar con el acoso sexual y el acoso escolar entre personal y estudiantes en el mundo académico.